# Trdnjava Arabat
Trdnjava Arabat, ki jo je v 17. stoletju zgradila otomanska vojska, stoji na najjužnejšem delu arabatskega rtiča. Njen namen je bil varovati rtič in Krim pred invazijami. V uporabi je bil do krimske vojne med letoma 1853 in 1856, seveda z vmesnimi prekinitvami 

## Ime
Ime trdnjave Arabat izvira iz arabskega "rabat", kar pomeni "vojaška postojanka", ali iz turškega "arabat", ki pomeni "predmestje". Po njem se poimenuje tudi rtič Arabat.

## Zgodovina

### Temelji: klasična antika
Obstajajo podatki o utrdbi, ki je na tem mestu stala v času Bosporske kraljevine (kraljestvo je obstajalo med 5. stoletjem pred našim štetjem in 4. stoletjem našega štetja).

### Osmanska trdnjava
Turška invazija na Krim leta 1475 je opustošila tamkajšnjo genoviško kolonijo, kar je privedlo do uničenja genovskih utrdb na polotoku. Turki so sezidali ali ponovno postavili utrdbe na vseh strateško pomembnih točkah polotoka, njihove glavne utrdbe pa so bile Ali Qapi na Perekop, Arabat, Yeni-Kale na Kerch Strait, Gözleve in Kefe.
Trdnjavo je verjetno zgradila turška vojska v drugi polovici 17. stoletja in je bila prvič upodobljena na zemljevidu, ki ga je leta 1651 sestavil Jacob von Sandrart. Ta zemljevid je temeljil na gradivu, ki ga je zbral francoski vojaški inženir in kartograf Guillaume Le Vasseur de Beauplan, avtor knjige "Description d'Ukranie" ("Opis Ukrajine") iz leta 1651.
Trdnjava je imela razmeroma napredno vojaško zasnovo; ima osmerokotno obliko s tri metre debelimi kamnitimi zidovi, obdana pa je bila z nasipom in jarkom. Vsebovala je pet stolpov in dvoje vhodnih portalov. Več vrstic embrazij je bilo obrnjenih proti vzhodu, severu in zahodu in so bile zasnovane za različne tipe topništva. Čeprav je bilo trdnjavo ob pravilni strategiji branjenja težko osvojiti, je bilo zaradi oddaljene lokacije od Turčije v njeni garnizoni pogosto premalo osebja, kar je ruskim vojakom omogočilo, da so jo leta 1737 obkolili in jo leta 1771 zavzeli.

### Rusko cesarstvo
Po tem, ko je Krim leta 1783 postal del Rusije, je bila trdnjava opuščena in zapuščena, kasneje pa so jo Rusi med krimsko vojno med letoma 1853 in 1856 obnovili ter uporabljali za obrambo krimske obale. Po vojni je bila trdnjava spet zapuščena, prebivalci bližnje majhne vasice Arabat pa so iz njenih zidov pridobivali kamenje. 

### Sovjetska zveza
Na Rtiču Arabat so se leta 1920 znova pojavili močni oboroženi konflikti med sovjetsko Rdečo armado in Belo armado ter med drugo svetovno vojno z Nemško vojsko v letih 1941 do 1944.
Leta 1968 so tam posneli nekaj prizorov slavnega sovjetskega filma Dva tovariša.

### Ukrajina
Satelitski posnetki Google Earth kažejo, da so od priključitve Krima s strani Ruske federacije leta 2014 utrdbo zasedle vojaške sile.